# Abdullahi Bayero
 (juin 2023).
Si vous disposez d'ouvrages ou d'articles de référence ou si vous connaissez des sites web de qualité traitant du thème abordé ici, merci de compléter l'article en donnant les références utiles à sa vérifiabilité et en les liant à la section « Notes et références ».
Abdullahi Bayero, né en 1881 et mort le 23 décembre 1953, est un homme politique et religieux nigérian, émir de Kano de 1926 à 1953. En tant que dirigeant traditionnel, il possède des pouvoirs étendus en raison de l'autorité coloniale britannique.

## Jeunesse
Bayero naît en l'an 1299 du calendrier hégirien, soit en 1881. Il reçoit une première éducation islamique au palais de Sarki et est instruit par les érudits islamiques de son temps. Alors qu'il est Chiroma de Kano et chef du district de Bichi, il s'associe de manière forte avec les Ouléma locaux.
Lorsque les administrateurs coloniaux britanniques mettent en place la nouvelle structure administrative du district, Abdullahi Bayero, qui était alors Chiroma, est nommé chef des districts originaux. Son siège de gouvernement est situé à Dawakin Kudu, mais sera déplacé en 1914 à Panisau. Il est nommé « Sarki Kano », c'est-à-dire « émir de Kano » en avril 1926 et est officiellement installé sur le trône le 14 février 1927. 

## Carrière
Abdullahi Bayero réalise plusieurs nominations au cours de son règne. Parmi ceux qu'il nomme figurent ses fils Muhammad Sanusi qu'il nomme Ciroma et chef du district de Bichi, poste qu'il occupait avant sa nomination en tant qu'émir, et Aminu qui est nommé Dan Iya et chef de district de Dawakin Kudu. 
Après le renversement de Muhammad, fils de Shehu Usman de Turaki et chef du district d'Ungogo, il nomme ses frères Abdulkadir et Muhammad Inuwa comme Galadima et Turaki en 1927. Il réduit l'influence des Cucanawa et libère tous les autres esclaves royaux en vertu de la politique anti-esclavagiste britannique. Il délègue certaines de ses responsabilités exécutives à ses conseillers.
En s'engageant dans le développement commercial et industriel de Kano, il encourage la création de véritables entreprises industrielles, comme les Moulins textiles Gwajama, qui sont alors le premier producteur de textile moderne au Nigeria. Il encourage les entrepreneurs individuels autochtones tels qu'Alhaji Alhassan Dantata. Le secteur des services sociaux reçoit une grande attention de son Conseil de l'Émirat.
Sous son règne, la ville de Kano est la première ville du Nord du Nigeria à disposer de l'électricité et d'un approvisionnement en eau à grande échelle. C'est principalement le résultat de l'initiative d'Abdullahi Bayero, qui propose en 1927 que les fonds excédentaires des comptes de l'administration indigène soient utilisés pour fournir de l'électricité et de l'eau à l'ensemble de Kano. Jusque-là, ces services n'étaient fournis qu'au domaine gouvernemental.
Le Département des travaux publics de Lagos s'oppose fermement à ces propositions en raison des dépenses et du manque de personnel disponible pour entreprendre les travaux. Néanmoins, l'administration indigène prend les devants et obtient des estimations d'un entrepreneur et les travaux commencent. L'eau est pompée de la rivière Challawa à quinze kilomètres de la ville et chaque enceinte de la ville est équipée d'au moins un lampadaire. En 1929, le programme est officiellement ouvert au milieu de grandes célébrations. Initialement entretenu par le propre personnel de l'administration indigène, le programme s'avère être un grand succès et est rapidement rentabilisé.

## Contribution à l'étude islamique
Abdullahi Bayero a un vif intérêt pour l'éducation islamique et il contribue moralement et matériellement à son développement. En conséquence, Kano compte de nombreux éminents érudits islamiques pendant son règne, dont Shehu Muhammad Salga et ses étudiants Abubakar Mijinyawa et Umar Falke. Il crée la Shahuchi Judicial School en 1929. Il s'agit de la première école du genre au Nigeria. C'est Shaikh Sulaiman, son collègue de longue date, qui lance l'idée en tant que premier directeur. L'école de droit de Kano, qui devient plus tard l'école d'études arabes, naît de l'école judiciaire de Shahuchi grâce aux efforts de Waziri Gidado, qui est alors le principal conseiller islamique et juridique de l'émir. Il est également encouragé par la démonstration de respect envers les chérifs par Shaikh Sulaiman, son initiateur dans la Tijaniyya (une confrérie soufie mystique fondée par Shaikh Ahmed Tijani d'Algérie).
Sarki Kano Abdullahi Bayero est le premier émir à effectuer le Hajj, ce qui le fait connaître sous le nom de Sarki Alhaji. Il est accompagné dans ce voyage par son jeune frère Galadima Abdulkadir et Ma'aji Mallam Sulaiman, qui devient plus tard le premier Walin Kano. C'est au cours de ce voyage qu'ils rencontrent pour la première fois Cheikh Ibrahim Niasse du Sénégal et qu'ils l'acceptent comme leur Cheikh. Après le Hajj, Abdullahi se rend en Égypte où il admire les mosquées, magnifiques. À son retour, il commence la construction de la nouvelle mosquée de Kano, la première du genre dans le nord du Nigeria.

## Politique
Vers la fin de son règne, l'Union progressiste des éléments du Nord (NEPU) est formée par des politiciens de Kano, parmi lesquels Abba Maikwaru, Bello Ijumu, Babaliya Manaja, Musa Kaula, Abdulkadir Danjaji, Musa Bida, Magaji Dambatta et Mudi Spikin. Il s'agit d'un parti politique radical qui remet en question la domination coloniale et l'establishment traditionnel. Mais Abdullahi Bayero se montre très prudent. Lorsque les dirigeants de la NEPU sont traduits devant son tribunal pour sédition présumée et que les responsables du palais, dont les oulémas, informent l'émir qu'ils ne sont pas musulmans et qu'ils méritent donc la mort, il refuse de faire exécuter cette sentence, arguant qu'ils « [avaient] dû faire quelque chose de mal pour que ces jeunes hommes [les] défient ainsi ».
Abdullahi Bayero ne compromet pas ses convictions islamiques malgré ses idées progressistes. Il reste dans l'histoire de Kano comme un émir sincère, honnête, pieux et patient. C'est un homme d'une grande simplicité qui a l'habitude de coudre ses propres vêtements et qui se soucie beaucoup de son personnel subalterne, comme dans le cas d'Inuwa Wali, lorsqu'il ordonne à l'un des chefs de service, contre la volonté des courtisans, d'assurer qu'on lui donne une maison. Il reçoit finalement une maison dans les quartiers de Mandawari, où il vit pendant plus de cinquante ans.
Abdullahi Bayero meurt le jeudi 13 Rabi al-Thani 1373 du calendrier hégirien, soit le 23 décembre 1953.